# Following Sea
Following Sea è il settimo album discografico in studio della band belga dEUS, pubblicato nel 2012.

## Tracce
1. Quatre Mains – 4:55
2. Sirens – 4:12
3. Hidden Wounds – 6:15
4. Girls Keep Drinking – 3:48
5. Nothings – 2:29
6. The Soft Fall – 4:05
7. Crazy About You – 3:45
8. The Give Up Gene – 4:57
9. Fire Up the Google Beast Algorithm – 2:04
10. One Thing About Waves – 6:23